# King of Pain (album)
Pour les articles homonymes, voir King of Pain (chanson de The Police).
Albums de Loudness
The Everlasting
(2009)
King of Pain est le 23e album studio de Loudness sorti le 19 mai 2010.

## Composition du groupe
- Minoru Niihara - chants
- Akira Takasaki - guitare
- Masayoshi Yamashita - basse
- Masayuki Suzuki - batterie

## Liste des titres
Toute la musique est composée par Akira Takasaki.
| 1.  | Requiem (instrumental)    |                                  | 2:59 |
| 2.  | The King of Pain          | Minoru Niihara, Bob Dyer         | 5:30 |
| 3.  | Power of Death            | Minoru Niihara, Takashi Kanazawa | 4:21 |
| 4.  | Death Machine             | Minoru Niihara, Takashi Kanazawa | 5:42 |
| 5.  | Doodlebug                 | Minoru Niihara, Takashi Kanazawa | 5:07 |
| 6.  | Rule the World            | Minoru Niihara, Takashi Kanazawa | 3:11 |
| 7.  | Straight Out of Your Soul | Minoru Niihara, Ken Ayugai       | 3:51 |
| 8.  | Where Am I Going?         | Minoru Niihara                   | 3:50 |
| 9.  | Emma                      | Minoru Niihara, Takashi Kanazawa | 5:25 |
| 10. | Naraka                    | Minoru Niihara, Takashi Kanazawa | 3:34 |
| 11. | Doctor from Hell          | Higa Ray                         | 4:53 |
| 12. | Hell Fire                 | Minoru Niihara                   | 4:19 |
| 13. | 666                       | Minoru Niihara, Takashi Kanazawa | 3:30 |
| 14. | Never Comes               | Minoru Niihara, Takashi Kanazawa | 5:02 |